# Sculptură lentă
„Sculptură lentă” („Slow Sculpture”) este o povestire științifico-fantastică a scriitorului american Theodore Sturgeon. Publicată pentru prima dată în revista Galaxy Science Fiction din februarie 1970, a câștigat în 1970 premiul Nebula pentru cea mai bună nuveletă și premiul Hugo din 1971 pentru cea mai bună povestire.

## Rezumat
O tânără de 25 de ani se întâlnește cu un bărbat singur de 40 de ani care efectuează experimente științifice în livada sa. Ea a ajuns acolo din întâmplare după ce a găsit un chist la sân și, panicată, a călătorit dezorientată. El îi spune că o poate vindeca și ea îl urmează spre casa lui, trecând pe lângă un copac mare de bonsai. Îl întreabă despre acesta („De cât timp îl ai?”), iar bărbatul este surprins plăcut de natura politicoasă a întrebării sale, în timp ce femeia își dă seama că unii dintre cele mai puternici și mai surprinzători bonsai sunt cei care au fost aproape abandonați și uitați și care dezvoltă trunchiuri interesante. 
După ce a ajuns în laboratorul său, bărbatul își explică teoria potrivit căreia dezechilibrul electric al celulelor individuale poate determina ca acestea să funcționeze necorespunzător, provocând cancer. El a dezvoltat o substanță care distribuie excesul de sarcină electrică între mai multe celule, astfel încât fiecare va avea doar un mic dezechilibru și poate funcționa normal. Un efect secundar este acela că subiectul acumulează o sarcină statică mare. El administrează substanța și așează femeia pe un alambic din sticlă pentru a o izola de mediul înconjurător, deoarece acumulează o încărcare de 80.000 volți. Bărbatul identifică prezența unei tumori maligne și femeia, incapabilă să se se confrunte cu această confirmare a celor mai grave temeri, leșină. Bărbatul o prinde pentru a o feri de răni, dar suferă el arsuri la brațe, în timp ce sarcina statică se descarcă în el. 
Când femeia își recâștigă conștiința, bărbatul îi spune că a fost vindecată de cancer. Ea începe să-i mulțumească, dar el se enervează brusc spunând că nu vrea să audă discursuri despre cum îi datorează lumii să-și împărtășească leacul și o avertizează să nu spună nimănui nimic sau va lua măsuri legale pentru a se salva de acuzațiile de practicare a medicinei fără diplomă. El îi cere femeii să plece fără ca niciunul dintre ei să știe numele celuilalt. A doua zi dimineață, se pare că ea a plecat și bărbatul merge să se uite la bonsaiul său. El înțelege copacul și că acestuia nu i se poate porunci să crească într-un mod anume, formarea acestuia este întotdeauna un compromis și întotdeauna o cooperare. Nici omul și nici bonsaiul nu pot forma singuri bonsaiul; pot face acest lucru numai împreună și trebuie să se înțeleagă unul pe celălalt. Omul poate oferi doar o îndrumare blândă ca parte a unui proces lung și lent de sculptură care ar putea sculpta omul la fel de mult ca și pe bonsai. 
Femeia, care l-a observat pe ascuns pe bărbat, reapare și îl acuză că este furios și înspăimântat. El îi explică că mai demult a inventat un sistem de evacuare auto inovator care ar reduce poluarea și ar crește kilometrajul. A devenit bogat, nu din cauza succesului ideii sale, ci din cauza faptului că producătorii de automobile și companiile de rafinare a petrolului l-au plătit pentru a îngropa patentul. El este supărat că societatea nu dorește să accepte acest lucru și multe alte soluții pe care le-a dezvoltat pentru problemele lumii. De asemenea, recunoaște că este speriat de relațiile intime. Femeia sugerează că ar trebui să trateze umanitatea ca pe un bonsai, îndrumându-i pe oameni către ideile sale, mai degrabă decât să le ordone să le accepte și că relațiile intime ar trebui tratate în mod similar, dacă dorește ca acestea să funcționeze. Povestea se încheie cu bărbatul care îi cere femeii numele ei.

## Teme
O temă comună în toată activitatea lui Sturgeon este capacitatea sau incapacitatea individului de a comunica cu ceilalți. Lahna Diskin a scris în biografia sa despre Sturgeon că această temă reiese din „Slow Sculpture”, unde tânăra compară metoda prin care o relație să funcționeze cu manipularea unui lucru viu, cum ar fi un bonsai. Cu toate că este o poveste despre puterea iubirii, sugerează, de asemenea, că industriașii și politicienii vor suprima progresele tehnologice dacă își urmăresc propriile interese, menținând status quo-ul.

## Premii și nominalizări
„Sculptură lentă” a câștigat premiul Nebula din 1970 pentru cea mai bună nuveletă și Premiul Hugo din 1971 pentru cea mai bună povestire. A fost, de asemenea, nominalizată în 1970 la premiul Locus  pentru cea mai bună ficțiune scurtă, clasându-se în cele din urmă pe locul al șaselea.

## Vezi și
- 1970 în științifico-fantastic